# Hamilton megye (Florida)
Hamilton megye az Amerikai Egyesült Államokban, azon belül Florida államban található. Megyeszékhelye és legnagyobb városa Jasper. Lakosainak száma 14 004 fő (2020. április 1.). Hamilton megye Echols, Columbia, Suwannee, Madison, Lowndes és Brooks megyékkel határos.

## Népesség
A megye népességének változása:
| Lakosok száma | 14 674 | 14 595 | 14 722 | 14 354 | 14 295 | 14 004 |
|               | 2010   | 2011   | 2012   | 2013   | 2015   | 2020   |